# كلاتة عرب أباد
كلاتة عرب‌ أباد (بالفارسية: کلاته عرب‌آباد) هي قرية تقع في قسم بيزكي الريفي (مقاطعة تشناران) في إيران.